# 13069 Umbertoeco
13069 Umbertoeco è un asteroide della fascia principale. Scoperto nel 1991, presenta un'orbita caratterizzata da un semiasse maggiore pari a 2,3730797 UA e da un'eccentricità di 0,2479914, inclinata di 7,33375° rispetto all'eclittica.
L'asteroide è dedicato al filosofo e scrittore italiano Umberto Eco.